# SV Nordring Stettin
SV Nordring Stettin (celým názvem: Spielvereinigung Nordring Stettin) byl německý fotbalový klub, který sídlil v pomořanském městě Stettin (dnešní Szczecin v Západopomořanském vojvodství). Založen byl v roce 1921, zanikl v roce 1945 po polské anexi východních Pomořan. Klubové barvy byly červená a bílá.
Své domácí zápasy odehrával na stadionu Richard-Lindemann-Sportplatz s kapacitou 16 000 diváků.

## Historické názvy
Zdroj: 
- 1921 – SV Nordring Stettin (Spielvereinigung Nordring Stettin)
- 1945 – zánik

## Umístění v jednotlivých sezonách
Stručný přehled
Zdroj: 
- 1938–1939: Gauliga Pommern
- 1939–1941: Gauliga Pommern West

Jednotlivé ročníky
Zdroj: 
Legenda: Z - zápasy, V - výhry, R - remízy, P - porážky, VG - vstřelené góly, OG - obdržené góly, +/- - rozdíl skóre, B - body, červené podbarvení - sestup, zelené podbarvení - postup, fialové podbarvení - reorganizace, změna skupiny či soutěže
| Velkoněmecká říše (1938 – 1941) |                      |        |    |   |   |   |    |    |     |    |        |
| Sezóny                          | Liga                 | Úroveň | Z  | V | R | P | VG | OG | +/- | B  | Pozice |
| 1938/39                         | Gauliga Pommern      | 1      | 18 | 5 | 5 | 8 | 30 | 41 | -11 | 15 | 5.     |
| 1939/40                         | Gauliga Pommern West | 1      | 8  | 3 | 0 | 5 | 19 | 22 | -3  | 6  | 3.     |
| 1940/41                         | Gauliga Pommern West | 1      | 14 | 4 | 1 | 9 | 35 | 47 | -12 | 9  | 6.     |